# Джонсон-Сіті (Теннессі)
Джонсон-Сіті (англ. Johnson City) — місто (англ. city) в США, в окрузі Вашингтон штату Теннессі. Населення — 71 046 осіб (2020).

## Географія
Джонсон-Сіті розташований за координатами 36°20′18″ пн. ш. 82°22′39″ зх. д. / 36.33833° пн. ш. 82.37750° зх. д. (36.338218, -82.377427).  За даними Бюро перепису населення США в 2010 році місто мало площу 112,07 км², з яких 111,22 км² — суходіл та 0,85 км² — водойми.

## Демографія
Згідно з переписом 2010 року, у місті мешкали 63 152 особи в 27 017 домогосподарствах у складі 14 964 родин. Густота населення становила 564 особи/км².  Було 30583 помешкання (273/км²).
Расовий склад населення:
| - 86,9 % — білих - 6,6 % — чорних або афроамериканців - 2,0 % — азіатів - 0,3 % — корінних американців - 1,9 % — осіб інших рас |

До двох чи більше рас належало 2,3 %. Частка іспаномовних становила 4,2 % від усіх жителів.
За віковим діапазоном населення розподілялося таким чином: 19,1 % — особи молодші 18 років, 65,6 % — особи у віці 18—64 років, 15,3 % — особи у віці 65 років та старші. Медіана віку мешканця становила 36,9 року. На 100 осіб жіночої статі у місті припадало 92,8 чоловіків;  на 100 жінок у віці від 18 років та старших — 90,5 чоловіків також старших 18 років.
Середній дохід на одне домашнє господарство  становив 63 702 долари США (медіана — 39 566), а середній дохід на одну сім'ю — 85 506 доларів (медіана — 55 387). Медіана доходів становила 42 301 долар для чоловіків та 34 189 доларів для жінок. За межею бідності перебувало 23,1 % осіб, у тому числі 28,8 % дітей у віці до 18 років та 7,8 % осіб у віці 65 років та старших.
Цивільне працевлаштоване населення становило 29 903 особи. Основні галузі зайнятості: освіта, охорона здоров'я та соціальна допомога — 33,8 %, роздрібна торгівля — 14,0 %, мистецтво, розваги та відпочинок — 12,7 %.